# Premi BAFTA 2010
La 63ª edizione dei British Academy Film Awards, conferiti dalla British Academy of Film and Television Arts alle migliori produzioni cinematografiche del 2009, ha avuto luogo il 21 febbraio 2010.

## Vincitori e candidati
Guidano le nomination, annunciate il 21 gennaio 2010, i film Avatar di James Cameron, The Hurt Locker di Kathryn Bigelow e An Education di Lone Scherfig con 8 candidature ciascuno.

### Miglior film
- The Hurt Locker, regia di Kathryn Bigelow
- Avatar, regia di James Cameron
- An Education, regia di Lone Scherfig
- Precious, regia di Lee Daniels
- Tra le nuvole (Up in the Air), regia di Jason Reitman

### Miglior film britannico
- Fish Tank, regia di Andrea Arnold
- An Education, regia di Lone Scherfig
- In the Loop, regia di Armando Iannucci
- Moon, regia di Duncan Jones
- Nowhere Boy, regia di Sam Taylor-Johnson

### Miglior film non in lingua inglese
- Il profeta (Un prophète), regia di Jacques Audiard • Francia
- Gli abbracci spezzati (Los abrazos rotos), regia di Pedro Almodóvar • Spagna
- Coco avant Chanel - L'amore prima del mito (Coco avant Chanel), regia di Anne Fontaine • Francia
- Lasciami entrare (Låt den rätte komma in), regia di Tomas Alfredson • Svezia
- Il nastro bianco (Das weiße Band - Eine deutsche Kindergeschichte), regia di Michael Haneke • Germania

### Miglior film d'animazione
- Up, regia di Pete Docter, Bob Peterson
- Coraline e la porta magica (Coraline), regia di Henry Selick
- Fantastic Mr. Fox, regia di Wes Anderson

### Miglior regista
- Kathryn Bigelow – The Hurt Locker
- James Cameron – Avatar
- Neill Blomkamp – District 9
- Lone Scherfig – An Education
- Quentin Tarantino – Bastardi senza gloria (Inglourious Basterds)

### Miglior attore protagonista
- Colin Firth – A Single Man
- Jeff Bridges – Crazy Heart
- George Clooney – Tra le nuvole (Up in the Air)
- Jeremy Renner – The Hurt Locker
- Andy Serkis – Sex & Drugs & Rock & Roll

### Miglior attore non protagonista
- Christoph Waltz – Bastardi senza gloria (Inglourious Basterds)
- Alec Baldwin – È complicato (It's Complicated)
- Christian McKay – Me and Orson Welles
- Alfred Molina – An Education
- Stanley Tucci – Amabili resti (The Lovely Bones)

### Miglior attrice protagonista
- Carey Mulligan – An Education
- Saoirse Ronan – Amabili resti (The Lovely Bones)
- Gabourey Sidibe – Precious
- Meryl Streep – Julie & Julia
- Audrey Tautou – Coco avant Chanel - L'amore prima del mito (Coco avant Chanel)

### Miglior attrice non protagonista
- Mo'Nique – Precious
- Anne-Marie Duff – Nowhere Boy
- Vera Farmiga – Tra le nuvole (Up in the Air)
- Anna Kendrick – Tra le nuvole (Up in the Air)
- Kristin Scott Thomas – Nowhere Boy

### Miglior sceneggiatura originale
- Mark Boal – The Hurt Locker
- Joel ed Ethan Coen – A Serious Man
- Jon Lucas, Scott Moore – Una notte da leoni (The Hangover)
- Bob Peterson, Pete Docter – Up
- Quentin Tarantino – Bastardi senza gloria (Inglourious Basterds)

### Miglior sceneggiatura non originale
- Jason Reitman, Sheldon Turner – Tra le nuvole
- Jesse Armstrong, Simon Blackwell, Armando Iannucci, Tony Roche – In the Loop
- Neill Blomkamp, Terri Tatchell – District 9
- Geoffrey Fletcher – Precious
- Nick Hornby – An Education

### Miglior fotografia
- Barry Ackroyd – The Hurt Locker
- Javier Aguirresarobe – The Road
- Mauro Fiore – Avatar
- Trent Opaloch – District 9
- Robert Richardson – Bastardi senza gloria (Inglourious Basterds)

### Miglior scenografia
- Rick Carter, Robert Stromberg, Kim Sinclair – Avatar
- Stuart Craig, Stephenie McMillan – Harry potter e il principe mezzosangue (Harry Potter and the Half-Blood Prince)
- Philip Ivey, Guy Potgieter – District 9
- David Warren, Anastasia Masaro, Caroline Smith – Parnassus - L'uomo che voleva ingannare il diavolo (The Imaginarium of Doctor Parnassus)
- David Wasco, Sandy Reynolds-Wasco – Bastardi senza gloria (Inglourious Basterds)

### Migliori musiche
- Michael Giacchino – Up
- T Bone Burnett, Stephen Bruton – Crazy Heart
- Alexandre Desplat – Fantastic Mr. Fox
- James Horner – Avatar
- Chaz Jankel – Sex & Drugs & Rock & Roll

### Miglior montaggio
- Bob Murawski, Chris Innis – The Hurt Locker
- Julian Clarke – District 9
- Dana E. Glauberman – Tra le nuvole (Up in the Air)
- Sally Menke – Bastardi senza gloria (Inglourious Basterds)
- Stephe Rivkin, John Refoua, James Cameron – Avatar

### Migliori costumi
- Sandy Powell – The Young Victoria
- Odile Dicks-Mireaux – An Education
- Catherine Leterrier – Coco avant Chanel - L'amore prima del mito (Coco Avant Chanel)
- Janet Patterson – Bright Star
- Arianne Phillips – A Single Man

### Miglior trucco e acconciature
- The Young Victoria – Jenny Shircore
- Coco avant Chanel - L'amore prima del mito (Coco Avant Chanel) – Thi Thanh Tu Nguyen, Jane Milon
- An Education – Elizabeth Yianni-Georgiou
- Nine – Peter King
- Parnassus - L'uomo che voleva ingannare il diavolo (The Imaginarium of Doctor Parnassus) – Sarah Monzani

### Miglior sonoro
- The Hurt Locker – Ray Beckett, Paul N.J. Ottosson, Craig Stauffer
- Avatar – Christopher Boyes, Gary Summers, Andy Nelson, Tony Johnson, Addison Teague
- District 9 – Brent Burge, Chris Ward, Dave Whitehead, Michael Hedges, Ken Saville
- Star Trek – Peter J. Devlin, Andy Nelson, Anna Behlmer, Mark P. Stoeckinger, Ben Burtt
- Up – Tom Myers, Michael Silvers, Michael Semanick

### Migliori effetti speciali
- Avatar – Joe Letteri, Stephen Rosenbaum, Richard Baneham, Andrew R. Jones
- The Hurt Locker – Richard Stutsman
- District 9 – Dan Kaufman, Peter Muyzers, Robert Habros, Matt Aitken
- Harry Potter e il principe mezzosangue (Harry Potter and the Half-Blood Prince) – John Richardson, Tim Burke, Tim Alexander, Nicolas Aithadi
- Star Trek – Roger Guyett, Russell Earl, Paul Kavanagh, Burt Dalton

### Miglior cortometraggio
- I-Do Air, regia di Martina Amati
- Jade, regia di Daniel Elliott
- Mixtape, regia di Luke Snellin
- Off Season, regia di Jonathan van Tulleken

### Miglior cortometraggio d'animazione
- Mother of Many, regia di Sally Arthur
- The Happy Duckling, regia di Max Lang, Jakob Schuh
- Il Gruffalo, regia di Gili Dolev

### Miglior esordio britannico da regista, sceneggiatore o produttore
- Duncan Jones (regista) – Moon
- Lucy Bailey e Andrew Thompson (registi), Elizabeth Morgan Hemlock e David Pearson (produttori) – Mugabe and the White African
- Eran Creevy (regista e sceneggiatore) – Shifty
- Stuart Hazeldine (regista e sceneggiatore) – Exam
- Sam Taylor-Johnson (regista) – Nowhere Boy

### Orange Rising Star Award per la miglior stella emergente
- Kristen Stewart
- Jesse Eisenberg
- Nicholas Hoult
- Carey Mulligan
- Tahar Rahim